# Kukučínov
Kukučínov é um município da Eslováquia, situado no distrito de Levice, na região de Nitra. Tem 11,31 km² de área e sua população em 2018 foi estimada em 593 habitantes.

## Demografia
| Ano:        | 1994 | 2004   | 2014   | 2024   |
| ----------- | ---- | ------ | ------ | ------ |
| Broj ljudi: | 612  | 599    | 619    | 564    |
| Razlika:    |      | -2,12% | +3,33% | -8,88% |

| Ano:               | 2023 | 2024   |
| ------------------ | ---- | ------ |
| Número de pessoas: | 571  | 564    |
| Diferença:         |      | -1,22% |